# Argynnis vega
Argynnis vega är en fjärilsart som beskrevs av Hugo Theodor Christoph 1889. Argynnis vega ingår i släktet Argynnis och familjen praktfjärilar. Inga underarter finns listade i Catalogue of Life.